# Real Film Berlin
Die Real Film Berlin ist eine im Jahr 2011 gegründete deutsche Filmproduktionsgesellschaft mit Sitz in der Landeshauptstadt Berlin. Sie zeichnet für die Produktion von Fernsehreihen wie Polizeiruf 110, Tatort und Praxis mit Meerblick sowie für Spielfilme für das Kino, für das Fernsehen oder für Netflix verantwortlich.

## Produktionen

### Fernsehserien und -reihen
- seit 2012: Polizeiruf 110 (Das Erste, verschiedene Folgen)
- 2012–2015: Reiff für die Insel (Das Erste)
- 2015: Blochin (ZDF)
- seit 2017: Praxis mit Meerblick (Das Erste)
- seit 2017: Tatort (Das Erste, verschiedene Folgen)
- 2019: Dead End (ZDFneo)
- 2019: Bad Banks (ZDFneo)
- 2020: Unorthodox (Netflix)
- 2022: Kolleginnen (ZDF)
- 2023: Schlafende Hunde (Netflix)
- 2023: Everyone is f*cking crazy

### Spielfilme
- 2012: Familie Windscheidt – Der ganz normale Wahnsinn (ZDF)
- 2015: Heil (Kino)
- 2015: Ellas Entscheidung (ZDF)
- 2016: Die Hochzeit meiner Eltern (ZDF)
- 2017: Ich will (k)ein Kind von Dir (Das Erste)
- 2017: Familie ist kein Wunschkonzert (Das Erste)
- 2018: Gegen die Angst (ZDF)
- 2020: Berlin, Berlin – Der Film (Netflix)
- 2021: 3½ Stunden (ARD)
- 2022: Lehrer kann jeder!
- 2022: Meine Freundin Volker
- 2023: Die Whistleblowerin (ZDF, Arte)